# Kalle Silfverberg
Kalle Silfverberg, född 5 juli 1979 i Vanda, är en finlandssvensk journalist. Han är redaktionell utvecklingschef på Helsingin Sanomat och har utsetts till att efterträda Erja Yläjärvi som chefredaktör för Hufvudstadsbladet med tillträde den 31 juli 2023. Han blir då också ansvarig utgivare för KSF Medias tidningar Västra Nyland och Östnyland.
Silfverberg har ett förflutet som politikreporter på Svenska Yle och från 2011 på Helsingin Sanomat. Därefter har han haft olika ledarskapsroller inom Sanomakoncernen.
I oktober 2021 åtalades Silfverberg tillsammans med två journalister på Helsingin Sanomat för röjande av statshemlighet och försök till röjande av statshemlighet i samband med en publicering i december 2017 av uppgifter om Finlands signalspaning. Silfverberg var vid publiceringen de båda journalisternas närmaste chef. De två andra journalisterna fälldes, men Silfverberg frikändes då rätten inte ansåg att han deltagit i eller bidragit till brottet.